# Pachyneuron doraphis
Pachyneuron doraphis is een vliesvleugelig insect uit de familie Pteromalidae. De wetenschappelijke naam is voor het eerst geldig gepubliceerd in 1973 door Kamijo & Takada.